# كاثرين أونيل
كاثرين أونيل (28 يونيو 1970 بهاميلتون في نيوزيلندا - ) (بالإنجليزية: Catherine O'Neill)‏ هي لاعبة كريكت نيوزلندية.

## وصلات خارجية
- كاثرين أونيل على موقع إي آس بي آن كريك إنفو (الإنجليزية)